# Saarbahn
Pour l'exploitant et les lignes de bus du réseau, voir Saarbahn GmbH.
La Saarbahn (littéralement « chemin de fer de la Sarre »), ou ligne S1, est une liaison ferroviaire de type regionalstadtbahn, opérée en tram-train, desservant le Land de Sarre. Elle relie Lebach, au nord de Sarrebruck, à Sarreguemines (en France), au sud de Sarrebruck, sur une longueur totale de près de 44 kilomètres.
Inaugurée en 1997, elle a été la première ligne de tram-train à desservir le territoire français.

## Histoire
Les premières discussions concernant la mise en service d’un tram-train à Sarrebruck et ses environs commencent au début des années 1990. Le réseau de bus est saturé et la fréquence très élevée dans la capitale sarroise. En février 1992, le conseil municipal de Sarrebruck approuve le lancement d'une étude quant à la réalisation d'un tram-train desservant Sarrebruck et sa région, sur le modèle du tram-train de Karlsruhe. Une enveloppe de 12 millions de marks est débloquée et le gestionnaire d’infrastructure Stadtbahn Saar GmbH est créé en juin de la même année. Le projet comporte alors la construction de voies de tramway dans la ville de Sarrebruck reprenant le tracé de l'ancienne ligne de tram n°5 fermée en 1965 et l’utilisation des voies de chemin de fer appartenant à DB Netz (ainsi qu'à la SNCF), en périphérie de la ville pour la desserte de Sarreguemines).
Pour des raisons budgétaires, le chantier de la ligne est phasé. Le chantier de la première phase est lancé en octobre 1994. Le tracé comprend cinq kilomètres d'infrastructure type tramway neuve dans le centre de Sarrebruck, la réutilisation de 14 kilomètres de voies DB au sud de Sarrebruck avec rénovation des stations et la réutilisation d'un kilomètre de voies SNCF en France pour desservir le terminus de Sarreguemines. Sarrebruck devient la première ville allemande à reconstruire un réseau de tramway entièrement démantelé.

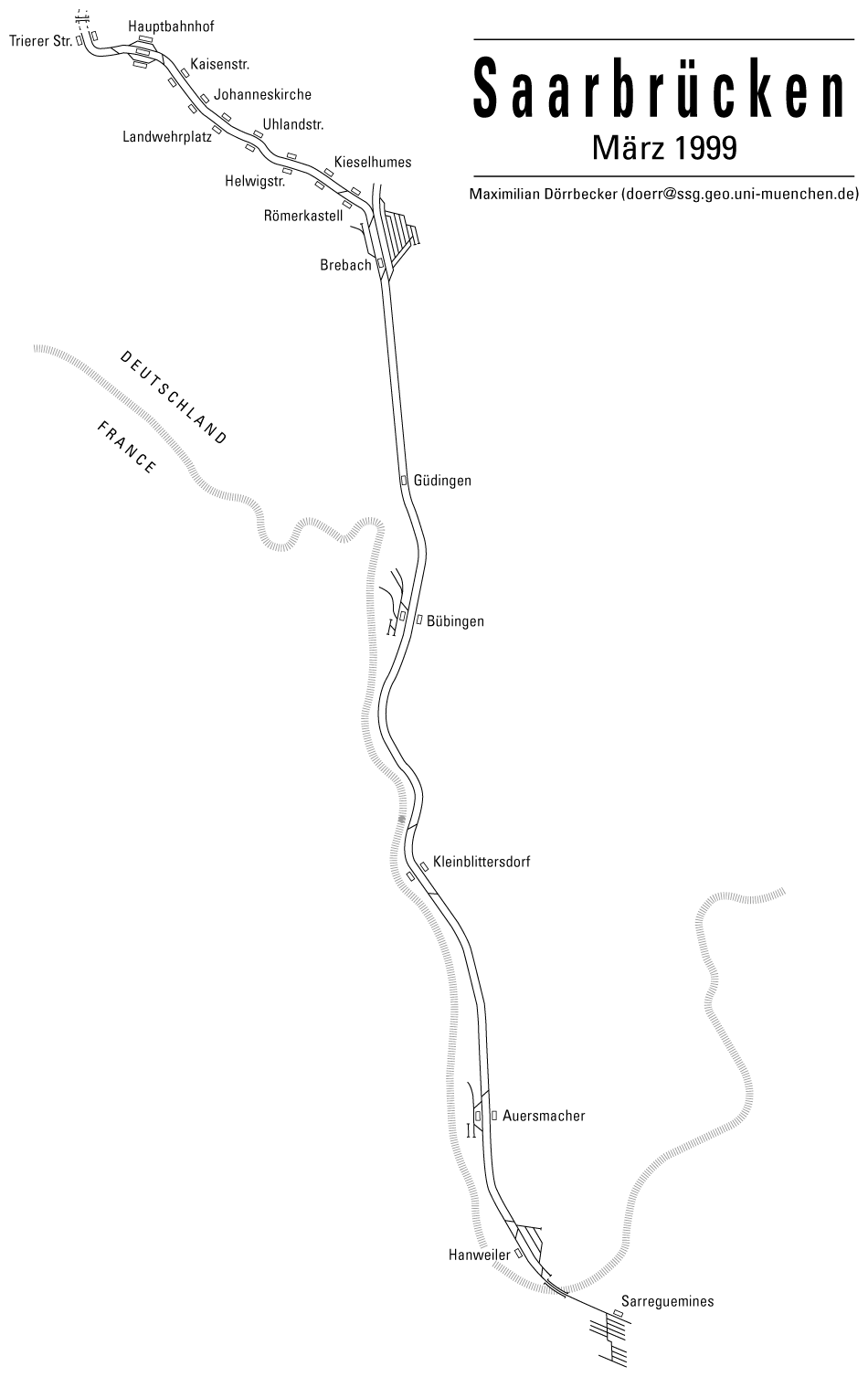
Plan de la ligne S1, en 1999.

L'inauguration de la première section a lieu le 24 octobre 1997. Elle relie la gare de Sarreguemines à la Ludwigstraße dans le centre de Sarrebruck.
La ligne est prolongée vers le nord le 31 juillet 1999 à Cottbuser Platz (600 mètres), le 13 novembre 2000 à Siedlerheim (1,7 km), le 24 septembre 2001 à Riegelsberg Süd (5 km) puis le 26 septembre 2009 à Walpershofen / Etzenhofen (4,5 km). Tous ces prolongements sont réalisés avec une infrastructure de type tramway. La ligne est ensuite prolongée le 31 octobre 2011 de 6 kilomètres vers le nord jusqu'à Heusweiler Markt grâce à la reconstruction d'une partie de l'ancienne ligne Völklingen - Lebach de la DB.
Le chantier s'achève le 5 octobre 2014 avec la réouverture de la section entre Heusweiler Markt et Lebach (5 km) et l'emprunt du réseau DB entre Lebach et le terminus de Lebach Jabach (1 km). Cette courte section est électrifiée sous tension de 750 V continu (mode tram), et non sous tension de 15 kV alternatif (mode train), car cette ligne de chemin de fer, non-électrifiée, est seulement desservie par des autorails diesels de la DB, en plus du tram-train Saarbahn.
Le Saarbahn échappe à la privatisation en 2018, pour rester en régie publique jusqu'en 2029.

## Ligne du tram-train de Sarrebruck

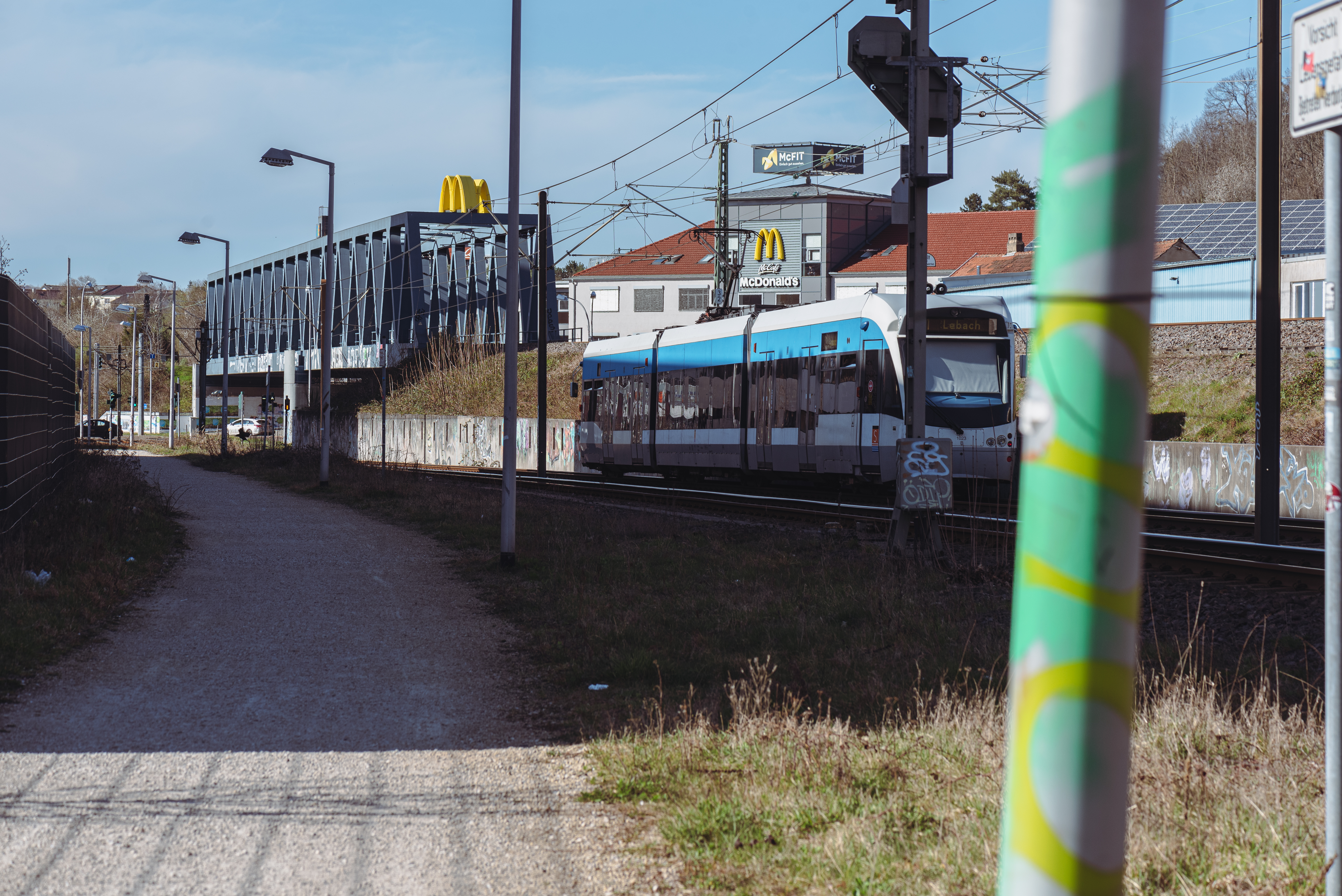
Tram-train pour Lebach quittant la ligne ferroviaire de Sarrebruck à Sarreguemines, au nord de la gare de Brebach, pour entrer dans la section urbaine de Sarrebruck, à proximité de la station de tramway Römerkastell. À l'arrière-plan, le « pont bleu » de ladite ligne, vers la.

Une seule ligne de tram-train sillonne la vallée de la Sarre, la S1, de Lebach à Sarreguemines en traversant le centre-ville de Sarrebruck. Reliant ainsi l'Allemagne à la France, il emprunte à la fois des voies de tramway (électrifiées en 750 V continu), mais aussi des voies de chemin de fer (sous tension de 15 kV – 16,7 Hz).

### Portion sud du réseau actuel
Sur la partie sud, il utilise les infrastructures de DB Netz, en Allemagne, et de SNCF Réseau, en France. Sur la partie nord, il est utilisé comme un tramway.

### Fréquence
Dans la section urbaine de Sarrebruck, le tramway passe toutes les 5 à 7 minutes en heure de pointe. La ville de Sarreguemines est desservie quant à elle toutes les 30 minutes en heure de pointe.

### Matériel roulant
Saarbahn utilise 28 rames Bombardier Flexity Link. Ces rames à plancher bas sont dotées de 3 caisses articulées et bicourant : 750 V, en courant continu, pour la section tramway et 15 kV, en courant alternatif, pour le reste du tracé (Brebach – Sarreguemines).

### Menaces sur la desserte de Sarreguemines

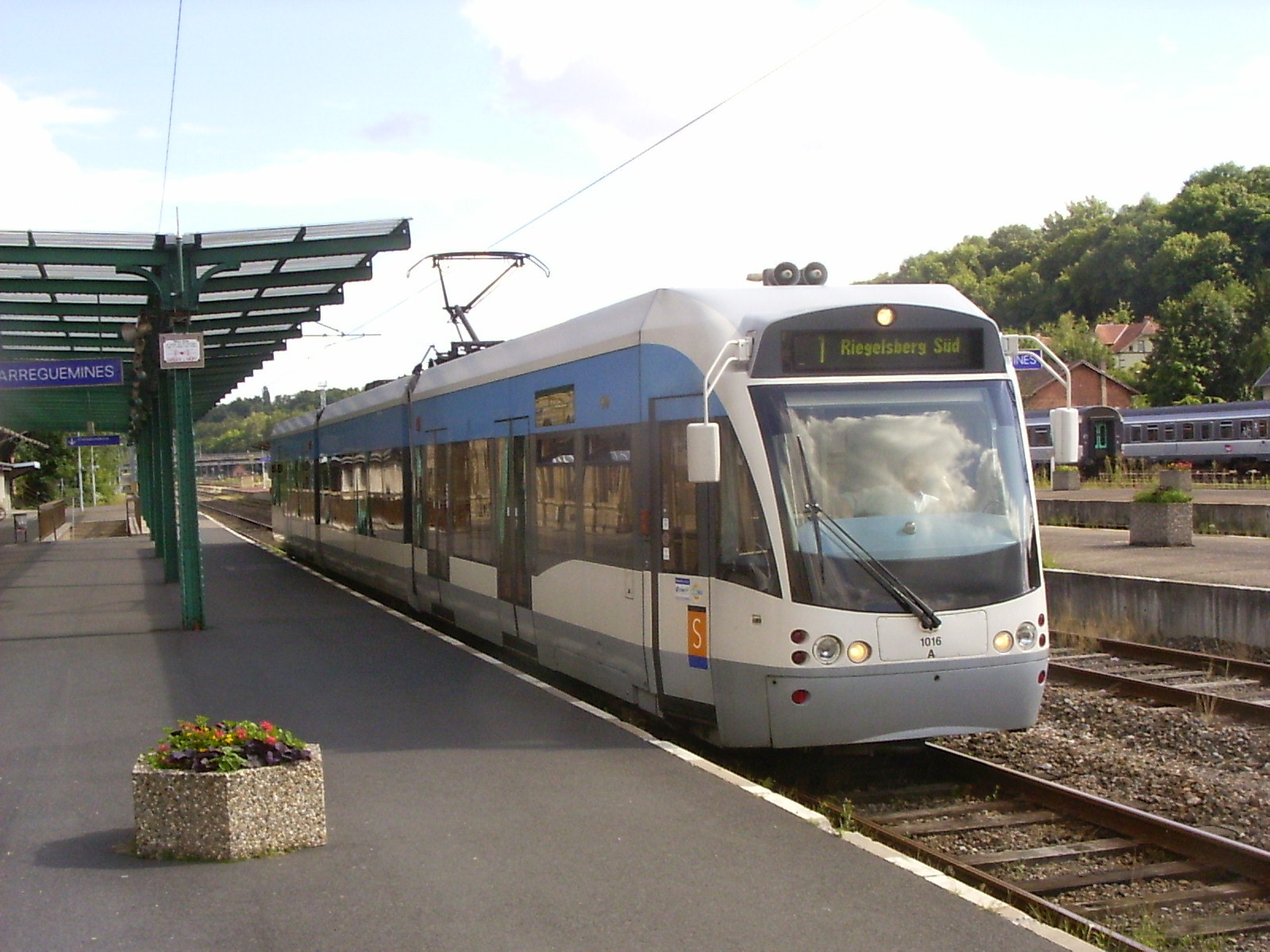
Tram-train en gare de Sarreguemines.

En septembre 2011, la Saarbahn menace de ne plus desservir la ville française terminus de son parcours, Sarreguemines. En cause, un projet du gouvernement français d'augmenter la tarification applicable aux prestataires des sites frontaliers de son réseau ferroviaire dès 2012. Sur ses 43 km, la ligne n'en parcourt qu'un seul sur le réseau ferré français mais la hausse du péage entraînerait un surcoût annuel de près de 92 000 € pour l'opérateur allemand, pour seulement 350 voyageurs par jour sur la gare de Sarreguemines.
À la suite d'un accord en janvier 2014, le maintien de la liaison est assuré jusqu'en 2016.
Lors du confinement lié à l'épidémie de Covid-19, la desserte de Sarreguemines a été suspendue du 16 mars au 15 mai 2020. La desserte est à nouveau suspendue du 2 mars 2021 au 2 mai 2021 inclus, lorsque l'Institut Robert-Koch a classé la Moselle comme « zone à variants ».

## Planification des nouvelles lignes

### Connexion à Großrosseln / Überherrn
Dans le cadre du plan de développement des transports (VEP) de la Sarre, la réactivation de la Rosseltalbahn vers Großrosseln en tant que Saarbahn et en tant que chemin de fer en exploitation diesel a été examinée. La variante en tant que Saarbahn a montré un meilleur rapport bénéfice-coût (NKV) de 2,9 par rapport à la variante en tant qu'exploitation ferroviaire (NKV de 2,7). Le tracé serait identique à celui de l'ancienne ligne spéciale S3 jusqu'au terminus Großrosseln. Une nouvelle variante prévoit également l'exploitation de la section Fürstenhausen - Überherrn par la Saarbahn ce qui porte l'exploitation de la section Fürstenhausen - Saarbrücken à un tram toutes les 15 minutes, et les terminus Großrosseln / Überherrn à un tram toutes les 30 minutes, dans cette variante, une nouvelle section pourrait être créée entre la Messebahnhof et Alt-Saarbrücken afin de rejoindre la nouvelle ligne allant à Forbach, ce qui porterait à un tram toutes les 7.5 minutes entre Hauptbahnhof et Alt-Saarbrücken.
Une idée qui sera peut-être réalisé plus tard si les autorités françaises l'autorise est de créer un « Ringbahn », entre Forbach, Petite-Roselle, Großrosseln et Saarbrücken (Tram-train, petite boucle), et une autre (tram-train, grande boucle), entre Überherrn, Creutzwald, Freyming-Merlebach, Forbach et Saarbrücken dans cette variante, l'exploitation de cette boucle utilisera les voies de SNCF Réseau.

### Connexion avec le Saarbasar
Le plan de développement des transports du Land prévoit également la création d'une station de correspondance entre le Saarbahn et le S-Bahn sarrois à Saarbasar (grand centre commercial). Une ligne de tram à voie unique est prévue de Römerkastell à Saarbasar, en utilisant le tracé de l'ancienne courbe de raccordement entre Brebach et Schafbrücke.

### Connexion à Forbach (France), à l'Université de la Sarre et à Dudweiler, via une nouvelle ligne S2
Selon l'actuel plan de développement des transports (VEP) de la capitale du Land de Sarrebruck, une extension du système du tramway est envisagée dans le cadre d'une nouvelle ligne allant de Forbach en France au centre-ville de Sarrebruck en passant par Alt-Saarbrücken et Deutschmühlental. Dans les phases ultérieures d'extension, la ligne pourrait être prolongée jusqu'à l'université et finalement jusqu'au quartier de Dudweiler.
Plusieurs routes vers Forbach sont également à l'étude, comme celle de la connexion directe avec la ligne ferroviaire, au niveau de l'embranchement entre l'arrêt Ludwigstraße, Saarbrücken Malstatt et le pont vers Siedlerheim. Le tram-train S2 serait alors entièrement en site propre jusqu'à la gare de Forbach en France. Le problème serait la saturation de cette même ligne, de par la fréquentation par les trains internationaux TER, ICE et TGV.
La voie routière, passant par la tramification de la ligne de bus 30 de Forbus, serait une variante possible à partir de l'arrêt Trierer Straße, mais au prix de lourds travaux d'aménagements de rails, caténaires, signalisation, matériel ferroviaire... sur la route internationale (41/N3) via le Westspangenbrücke, la Stengelstraße, la Eisenbahnstraße et la Metzer Straße. Celle-ci restant la plus coûteuse des solutions.
À l'autre bout de la ligne, le tram-train S2 reprendrait l'itinéraire du bus 102 de la SaarVV à partir de l'arrêt Rathaus, via la Dudweilerstraße (correspondance gare routière), afin de desservir l'Université de la Sarre en traversant le campus, ainsi que la commune de Dudweiler au Nord-Est.

### Connexion à Dillingen (Saar)
Le tronçon entre Lebach et Lebach Jabach (750 V continu), emprunté par le tram-train Saarbahn, est une partie de la ligne de Chemin de fer de Merchweiler/Neunkirchen à Lebach Jabach. Celle-ci est également desservie par les autorails régionaux de la Deutsche Bahn sur la relation à voie unique non-électrifiée entre Sarrebruck et Lebach Jabach (Fischbachtalbahn).
Cette ligne rejoignait jadis la ligne ferroviaire de Büschfeld à Dillingen (Saar), au-delà de la Gare de Lebach Jabach. Elle a depuis totalement été désaffectée et transformée en sentier pédestre.
Le projet serait de prolonger le tram-train jusqu'à la ville de Dillingen, et ainsi permettre une nouvelle connexion directe à l'Ouest de Sarrebruck avec la ligne ferroviaire vers Merzig, Trèves et Coblence.